# Carl-Gustav Esseen
Carl-Gustav H. Esseen, född 18 september 1918 i Linköping, död 10 november 2001 i Uppsala, var en svensk matematiker som forskade inom sannolikhetsteori. Berry-Esseens sats är uppkallad efter honom.
Carl-Gustav Esseen var son till ryttmästaren Harald Esseen och Elsa Vaerneus. Han gick i skola i Linköping. 1936 började han studera matematik, astronomi, fysik och kemi vid Uppsala universitet. Inspirerad av Harald Cramér och Arne Beurling började han undersöka hur noggrann approximationen med normalfördelning i centrala gränsvärdessatsen är i fallet oberoende och likvärdigt fördelade termer. Hans resultat, som också oberoende upptäcktes av Andrew C. Berry, är nu känt som Berry-Esseens sats.
Esseen blev filosofie kandidat 1938, filosofie licentiat 1941, docent 1944 och filosofie doktor 1945. Han disputerade på en doktorsavhandling om fourieranalys av fördelningsfunktioner. För disputationen blev han docent. 1949 blev han professor i tillämpad matematik vid Kungliga Tekniska högskolan (KTH). 1962 omvandlades hans tjänst till en professur i matematisk statistik. 1967 lämnade han KTH (och efterträddes 1969 av Bengt Rosén på professuren i matematisk statistik) för att bli den förste innehavaren av en professur i matematisk statistik vid Uppsala universitet. Han gick i pension 1984.
På KTH föreläste Esseen i Matematisk statistik, Numeriska beräkningsmetoder (jämte Nomografi) samt Beskrivande geometri. Utmärkande för hans föreläsningsstil var ett väldigt högt tempo. Varje föreläsning var mycket noga förberedd. Vid de skriftliga tentamina tilläts alla slags hjälpmedel, utom lösta tal.
Esseen invaldes 1963 som ledamot av Ingenjörsvetenskapsakademien.